# Parafia Dobrego Pasterza w Nowej Wsi
Parafia Dobrego Pasterza w Nowej Wsi − parafia rzymskokatolicka z siedzibą w Nowej Wsi znajdująca się w diecezji rzeszowskiej w dekanacie Rzeszów Północ. 
Erygowana 20 czerwca 1988 roku.

## Zasięg parafii
Do parafii należą wierni z Nowej Wsi. 

## Proboszczowie parafii
| Proboszcz              | Lata urzędowania |
| ---------------------- | ---------------- |
| ks. Kazimierz Żak      | 1988−2025        |
| ks. Władysław Stachnio | 2025-            |